# ミス日本

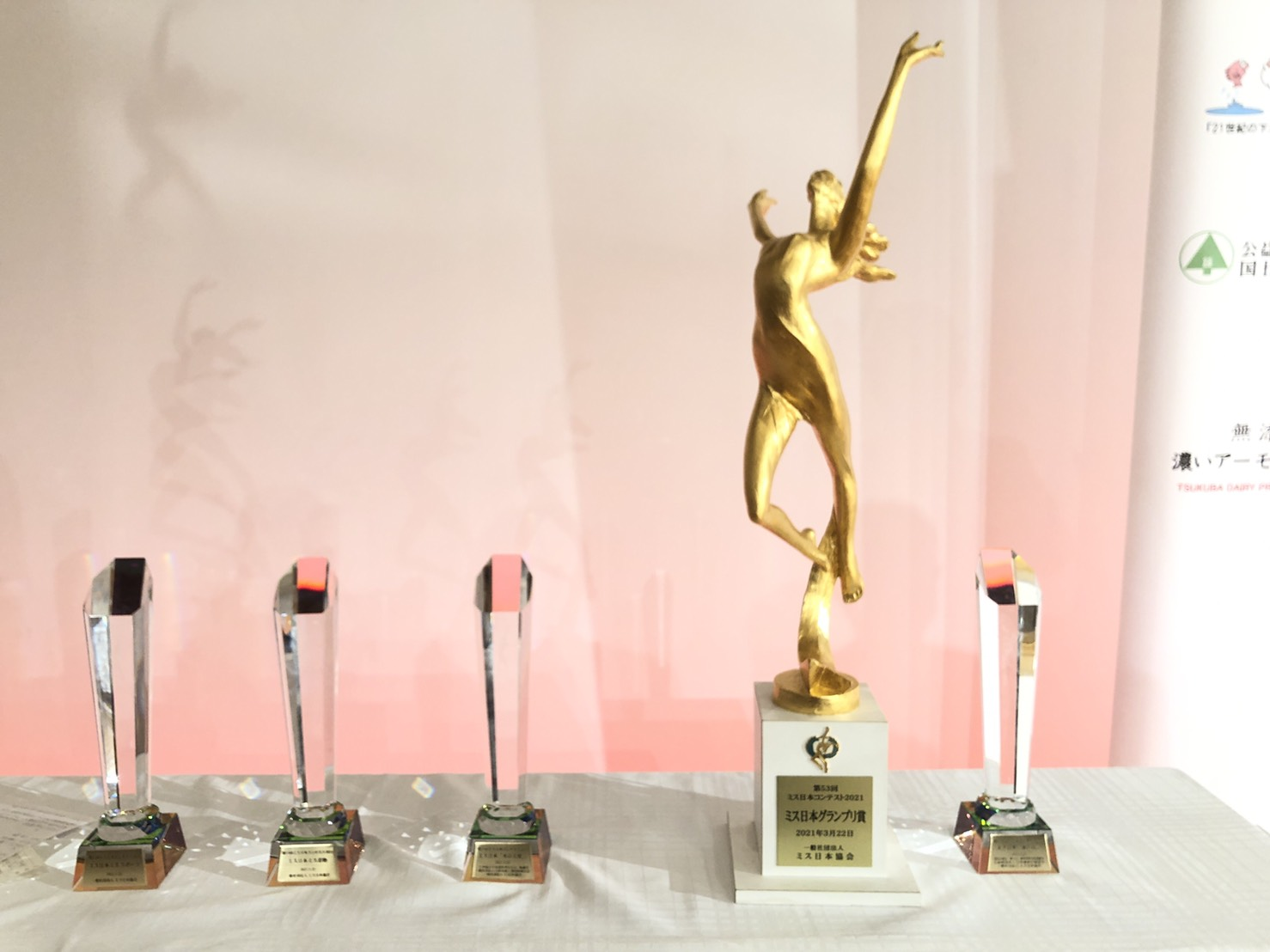
ミス日本入賞者に贈られるブロンド像、クリスタルトロフィー

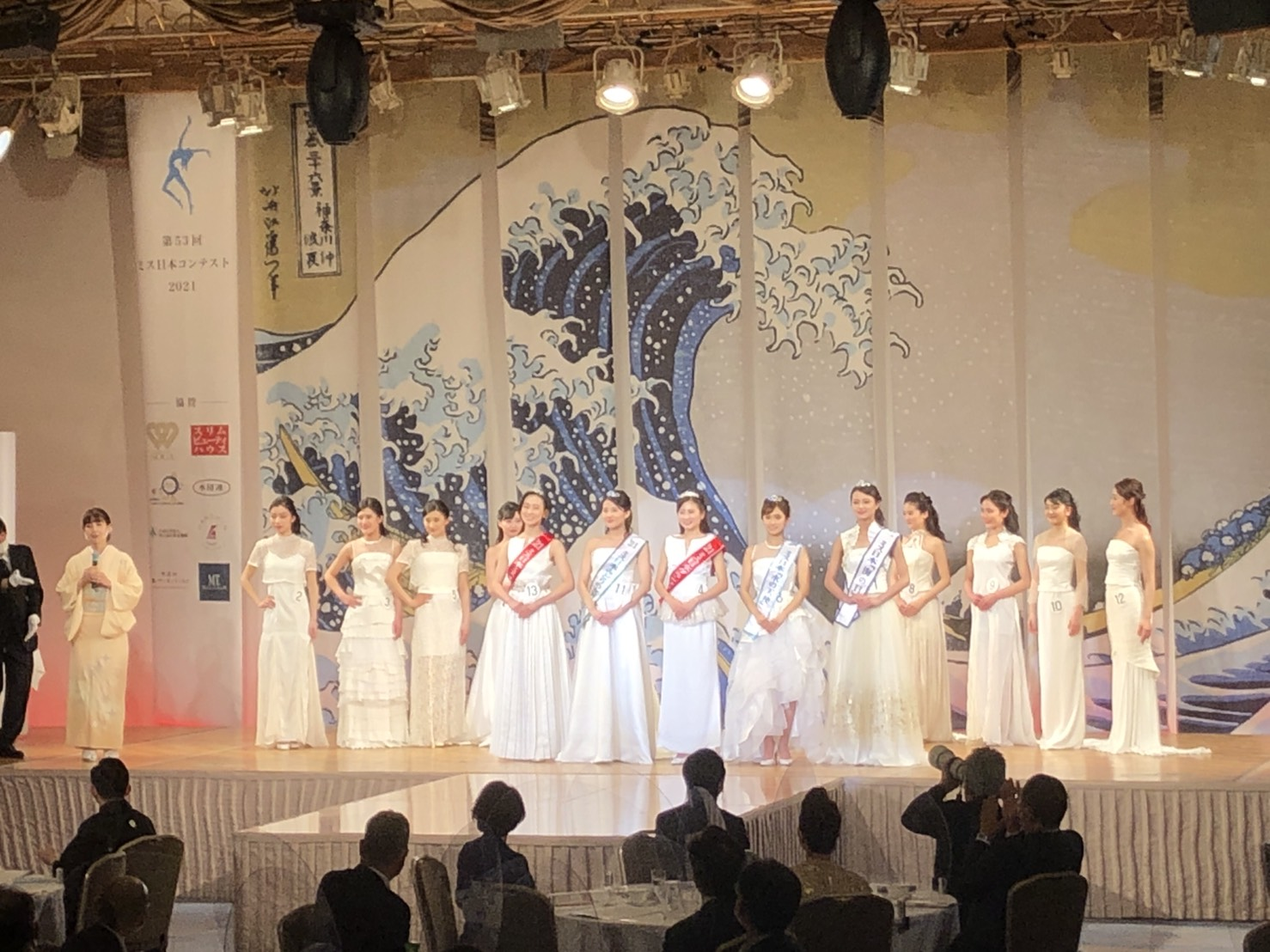
第53回ミス日本コンテスト2021 ファイナリスト13名（エンディング）

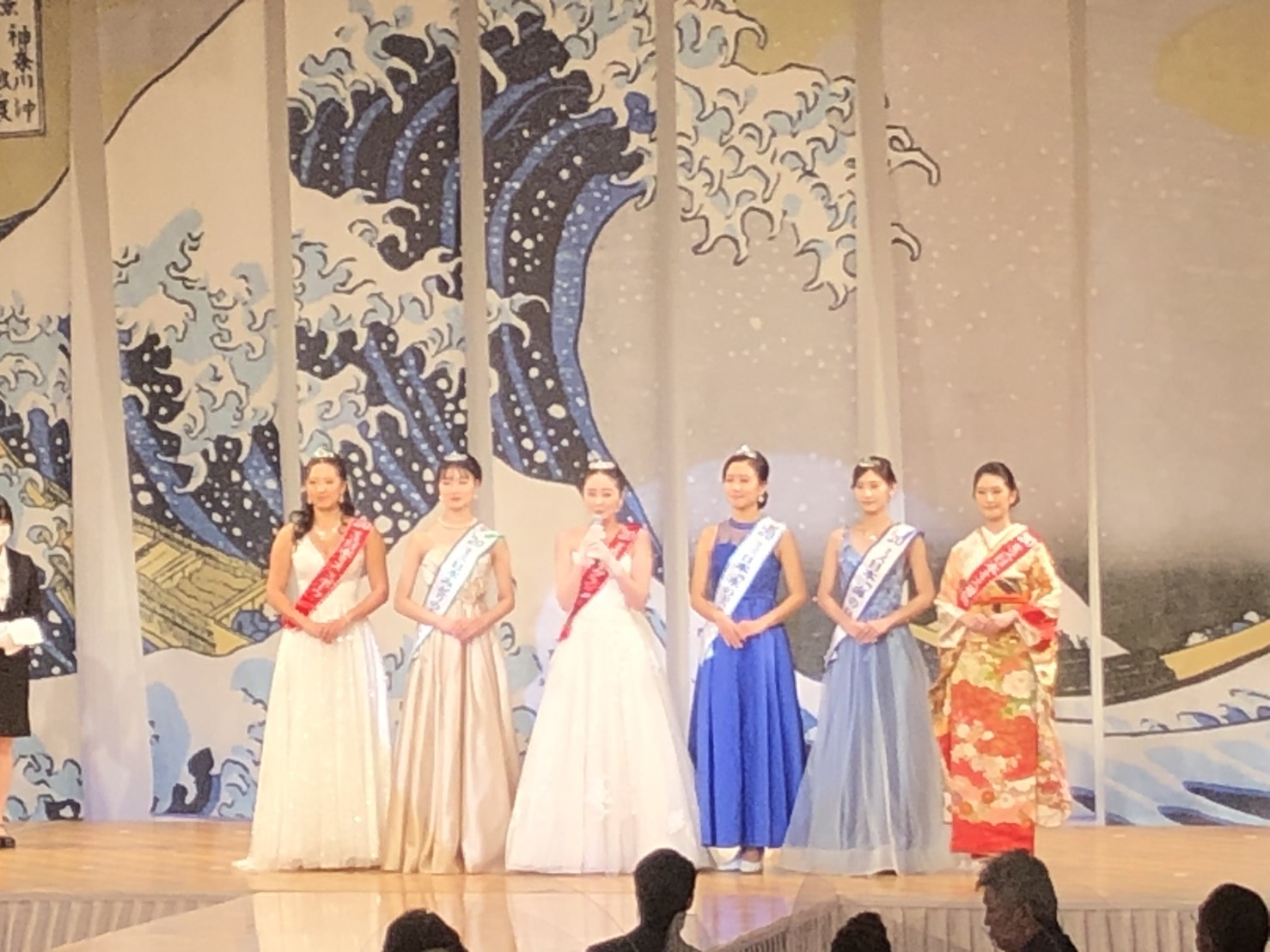
第52回ミス日本コンテスト2020 受賞者6名（エンディング）

ミス日本（ミスにっぽん、Miss Nippon）は、現存する日本のミス・コンテストで最も古い歴史を持つ（第1回は山本富士子）。1950年（昭和25年）に始まり、中断を経て1967年（昭和42年）の復活後は美容研究団体の和田研究所によって開催。2018年（平成30年）からは一般社団法人ミス日本協会が主催として毎年開催している。

## 概要
「日本らしい美しさ」を掲げて、社会で活躍することを後押しする日本最高峰の美のコンテスト。1950年（昭和25年）に読売新聞社主催でスタートした日本最古の現存するミス・コンテストで、2022年（令和4年）で56回目の開催となる。グランプリには賞金100万円と、斎藤勝弘（彫刻家）作のブロンズ像、村山直儀（洋画家）作の肖像画が授与される。
単なるコンテストだけではなく将来、日本に元気や活力をもたらすような人物に成長することを願い、選抜や育成が行われる。過去に女優、芸術家、学者、医者、映画監督、会社経営者、財団代表、女将、主婦、タレント、政治家など分野を問わず、活躍する女性を輩出。山本富士子（女優）、藤原紀香（女優）、叶美香（叶姉妹）、森富美（日本テレビアナウンサー）、西川史子（医師）、友利新（医師）、金子恵美（衆議院議員）など。
大会委員長は和田あい（一般社団法人ミス日本協会）。2000年（平成12年）から2021年（令和3年）まで審査委員長は酒井政利（メディアプロデューサー）が務めた（2021年7月急逝）。

## 歴史

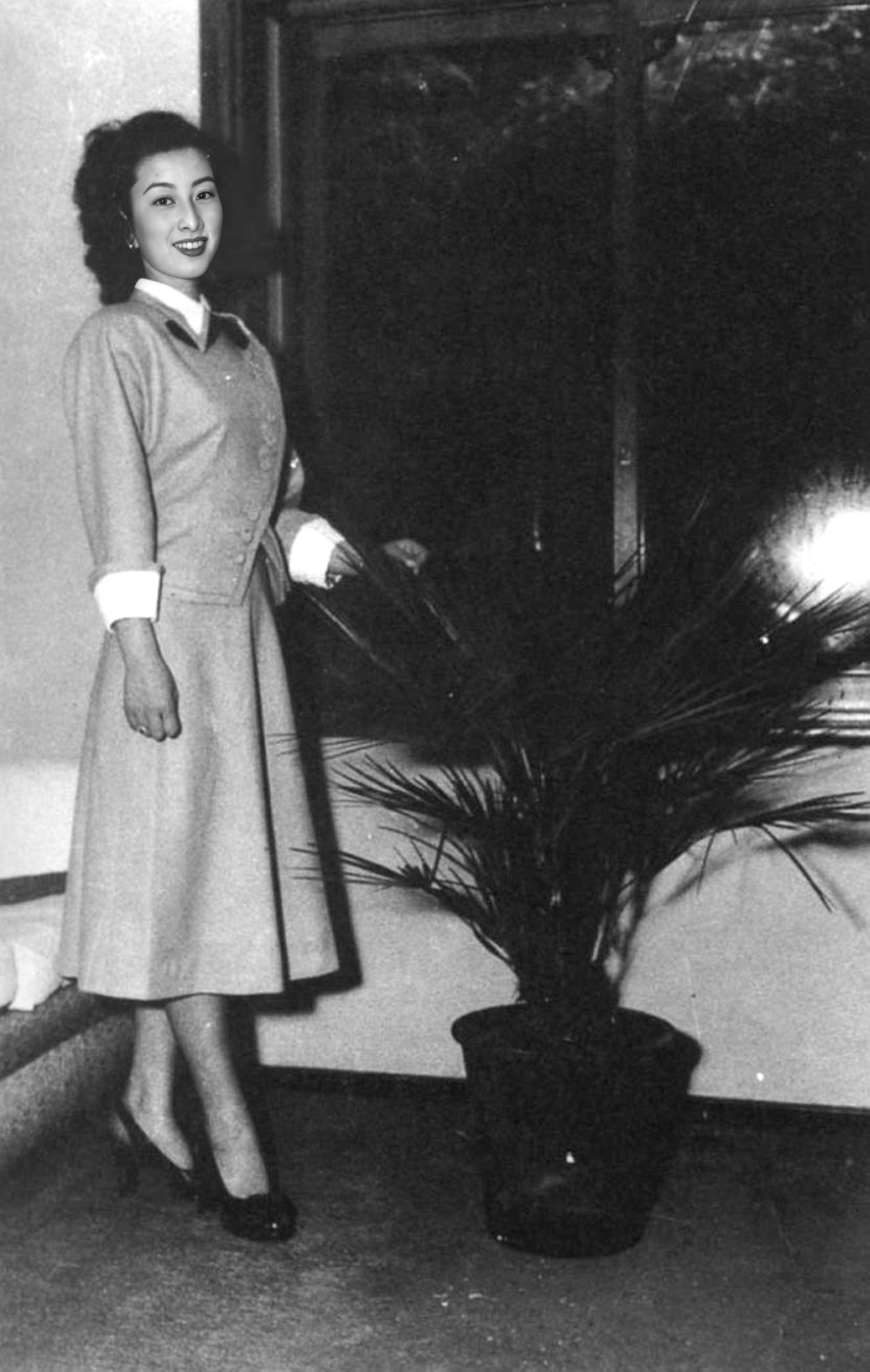
第1回（1950年度）ミス日本・山本富士子

1945年（昭和20年）太平洋戦争終結直後、日本は復興の苦しい時代に突入。アメリカから送られてきた救援物資「LARA（ララ）物資」が栄養失調であえぐ日本の子供たちを救った。この行為に対して1947年（昭和22年）の衆議院議員本会議で緊急の感謝決議が採択。1950年（昭和25年）アメリカ国民に感謝を伝えるため女性親善大使を送ることになり、そこで親善大使選抜のために開催されたのが読売新聞社主催と、当時業務提携関係にあった中部日本新聞社・西日本新聞社のブロック紙が共催による「ミス日本コンテスト」である。
全国12都市のミス対抗という形で行われ、初代ミス日本には、後に昭和時代の日本を代表する映画女優の一人となった山本富士子が受賞者となった。
以後中断の時があり、1968年（昭和43年）に復活させたのは、痩身健康美容として「和田式フィギュアリング法」を提唱実践した和田静郎を代表とする美容研究団体・和田研究所（旧 和田牛乳）であった。和田静郎は、当時、テレビ美容体操の指導者としても脚光を浴びた。「ミス日本」は岸信介元総理の親書を持って世界各国を訪れて1970年（昭和45年）開催大阪万博成功への道を開く一助を担った。
1968年（昭和43年）の復活第一回大会から2017年（平成29年）の第49回大会までを主催した和田研究所（和田商事株式会社）は、ミス日本の更なる発展を目指して、2017年7月1日に結成された一般社団法人ミス日本協会に、ミス日本コンテストの主催とミス日本の運営を移管し、その理念を継承した。
その間に1995年（平成7年）から1979年度ミス日本の和田優子（のちに静郎の次男・薫と結婚）が「ミス日本コンテスト大会委員長」に就任した。
2019年（平成31年）ミス日本復活50回を記念して「日本の美人50年 昭和・平成・あたらしい時代の美人とは」が近代消防社から発売される。
2020年（令和2年）8月1日から「ミス日本チーフマネージャー」を務めた和田あいが「ミス日本コンテスト大会委員長」に就任。和田健太郎が「ミス日本コンテスト事務局代表」に就任。兄妹による新体制がスタート。
復活第一回以来「水着審査」が審査方法にあったが、2021年（令和3年）から「スポーツウェア審査」にリニューアルした。
なお、1975年度は欠番回（コンテスト開催自体実施されなかった）となっているため、回数はカウントされていない。また、1931年には週刊朝日（当時は大阪朝日新聞・東京朝日新聞の連名で発行。のちに朝日新聞社東京本社出版事業本部→朝日新聞出版発行）が、創刊500号記念として「ミス・ニッポン」と題したコンテストを行っており、ミス（グランプリ）1名、準ミス9人が選出されているが、これは現在のミス日本とは全く別の大会である。

## 応募資格
参加者を一般公募しており、以下を満たす者であれば応募できる。
1. 地区大会開催年の12月31日時点で、17歳から26歳までの女性[1]
2. 日本国籍を有すること[1]
3. 未婚であること[1]

## 選考方法
書類選考で合格した応募者は、全国数ヶ所で開催されるいずれかの地区大会に出場する。地区大会にて「ファイナリスト」に選出された参加者がミス日本コンテスト本選に進出し、最終的に「ミス日本」「準ミス日本」等の受賞者が決定される。
現代の多くのミス・コンテストと同様に、選考時の審査基準は容姿だけに留まらないが、後日開催の世界大会を踏まえて日本代表を選出する「ミス・ユニバース・ジャパン」などのコンテストとは異なり、ミス日本では「日本国内で完結する、日本人らしい美しさの最高位」を選出することを基本方針としている。特に内面の審査では「教養」「心映え」を重視するとしている。
1968年の復活第1回から1977年の第9回までは、いわゆる勝ち抜き制を採用していた。これは、高校野球や箱根駅伝などのスポーツのトーナメント方式をイメージしたものとされ、まず応募者の中からミス日本を選出するためのコンテストを実施し、そこでまずミス日本のたすきを得ることができる入賞者を決定する。この選出コンテストで入賞した方々は、2年間、「ミス日本ランキングコンテスト」という決勝大会に進出する権利が与えられ、そこでグランプリを決定するというやり方だった。それゆえ、同一受賞者が2年連続グランプリを受賞したり、入賞者（準ミスを含む）が20人以上も選ばれたことがあった。

## 表彰項目
- 「ミス日本」グランプリ

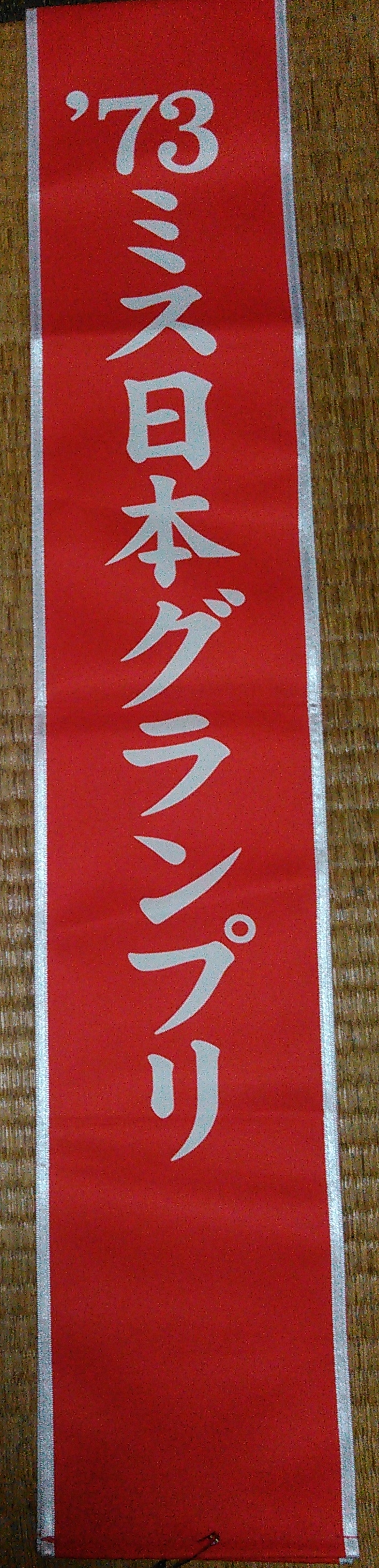
ミス日本入賞者に贈られるたすき（1973年のグランプリ受賞・長谷川みつ美に贈呈されたものをレプリカで再現した物）

  - その年を代表する若く美しい可能性溢れる「日本女性の美の最高位」[1]
- ミス日本「ミス着物」（復活第1回より）
  - 和の伝統美を装うことで世界日本の美しさを伝える役割を担う[1]
- ミス日本「海の日」（1996年度新設）
  - 島国日本になくてはならない海の恵みに感謝し、海洋業界への理解と関心を高める役割を担う[1]
- ミス日本「水の天使」（2012年度新設）
  - 日本の優れた水循環とそれを支える人々の心と技を広く伝える「水の広報官」[1]
- ミス日本「みどりの女神」（2015年度新設）[10]
  - 未来に繋がる豊かな緑を守り育ててきた先人に感謝し、みどりや森への親しみを広める役割を担う[1]
- ミス日本「ミススポーツ」（2019年度新設）
  - 心身の鍛錬に励み、健康的に挑戦することの楽しさを広める役割を担う[1]
- 「準ミス日本」
  - ミス日本コンテストにおける準ミス日本とは、複数選ばれるミス日本に次ぐ賞として取り扱われている。つまり、ミス日本グランプリ＞ミス日本各賞＞準ミス日本、という序列である。なお上記の通り、復活第1－9回はいわゆる「スポーツトーナメント方式」に準じた勝ち抜き方式で行う形式だったため、準ミスが多数選ばれた年もあった[1]。
- 和田静郎特別顕彰ミス日本（2015年新設）
  - これまで、ミス日本は一般公募によって選出されてきたが、ミス日本の復活に尽力し、日本のダイエットの基礎を築いた、和田研究所創業者・和田静郎（1922年-2006年）の業績をたたえ、静郎の考える「美しい女性たちに栄誉と実益を与えよう」という思いを込め、すでに顕著な活躍を見せており、かつ忙しい立場でなかなかコンテストに応募できない方に、コンテストの応募の有無にかかわらず、美と健康の素晴らしい素質を持つ女性がさらに活躍できることを応援したいという願いから、その将来性のあふれる女性に対してミス日本として表彰しようという著名人特別表彰である。審査は静郎とともにミス日本を支えた弟子4名と、コンテスト事務局による推薦合議制である。2021年現在、この推薦表彰を受けたのは畠山愛理と南谷真鈴と清水希容の3名[11][12]。

※準ミス日本、和田静郎特別顕彰ミス日本は受賞該当者がない年もある。
※過去にはミスエレガント、ミスヴィーナス、ミス日本「フォトジェニック」、ミス日本「空の日」、ミス日本「国際親善」、ミス日本「ミス水着」、ミス日本「ネイチャー」（2003年-2014年）などの賞もあった。その他、決勝大会の出場者にもミス日本の称号が与えられた時期もあった。
2003年（平成15年）度からスポーツニッポン新聞社のインターネットサイト「スポニチ・アネックス」の利用者を対象にした投票による「スポニチ特別賞」が制定され、受賞者である2003年度の相沢礼子、2004年度の嵯峨百合子と2007年度の萩美香、2013年度の鈴木恵梨佳はミス日本グランプリとの2冠を受賞した。

## 歴代ミス日本
| 回次         | 年度       | 応募総数           | 優勝者                    | 備考・後の職業など |
| 創設当初     | 創設当初   | 創設当初           | 創設当初                  | 創設当初 |
| ------------ | ---------- | ------------------ | ------------------------- | --- |
| 第1回        | 1950年度   | 非公表 （700名弱） | 山本富士子                | 女優（大映専属→フリー） |
| 第2回        | 1952年度   | 非公表             | 日比野恵子                | 女優（新東宝専属→フリー） |
| 復活後の大会 |            |                    |                           | |
| 復活第1回    | 1968年度   | 2,328名            | 鈴木紀子                  | |
| 第2回        | 1969年度   | 1,476名            | 鈴木紀子                  | |
| 第3回        | 1970年度   | 2,310名            | 竹内幸子                  | |
| 第4回        | 1971年度   | 1,006名            | 吉村由美子                | |
| 第5回        | 1972年度   | 1,925名            | 坂本千桃                  | 受賞時現役女優→引退し神奈川県で別荘レストラン経営 |
| 第6回        | 1973年度   | 1,470名            | 長谷川みつ美              | テレビキャスター・作詞家・エッセイスト |
| 第7回        | 1974年度   | 2,373名            | 田窪佐和子                | |
| 第8回        | 1976年度   | 1,723名            | 浅井孝美                  | 芸名：京孝美、女優（「水戸黄門」など）・タレント・モデル（資生堂専属モデル）、レポーター）                                                            |
| 第9回        | 1977年度   | 1,114名            | 手塚圭子                  | 医学博士・美容研究家 |
| 第10回       | 1978年度   | 1,249名            | 榎本安江                  | |
| 第11回       | 1979年度   | 1,329名            | 村田知嘉子                | |
| 第12回       | 1980年度   | 1,654名            | 桑原順子                  | |
| 第13回       | 1981年度   | 3,310名            | 桑原順子                  | |
| 第14回       | 1982年度   | 2,256名            | 峰岸房子                  | |
| 第15回       | 1983年度   | 2,661名            | 山口裕美                  | |
| 第16回       | 1984年度   | 2,051名            | 常岡昭子                  | |
| 第17回       | 1985年度   | 2,445名            | 根本里美                  | |
| 第18回       | 1986年度   | 2,557名            | 中村麻美                  | NHKBSニュースキャスター→画家 大河ドラマ原作挿画家 |
| 第19回       | 1987年度   | 1,555名            | 伊比恵子                  | 映画監督（1999年アカデミー賞短編ドキュメンタリー部門監督賞受賞                                                                                        |
| 第20回       | 1988年度   | 1,778名            | 玉井美香 （叶美香）       | タレント（叶姉妹） |
| 第21回       | 1989年度   | 1,866名            | 澤本礼江                  | |
| 第22回       | 1990年度   | 1,760名            | 相馬知実                  | 受賞時静岡放送の現役アナウンサー →後に退社 |
| 第23回       | 1991年度   | 1,634名            | 岡本恵美                  | |
| 第24回       | 1992年度   | 1,722名            | 藤原紀香                  | タレント・女優 |
| 第25回       | 1993年度   | 1,942名            | 小岩井陽子                | |
| 第26回       | 1994年度   | 2,668名            | 松田直子                  | 通産省入省 |
| 第27回       | 1995年度   | 2,572名            | 長井千尋                  | |
| 第28回       | 1996年度   | 2,046名            | 近澤美歩                  | タレント・歌手→引退後栃木県で和風料亭女将 |
| 第29回       | 1997年度   | 2,423名            | 田村桂子                  | モデルとして活躍後、デザイナーに |
| 第30回       | 1998年度   | 2,476名            | 和田淑子                  | 受賞時東京大学在学中 |
| 第31回       | 1999年度   | 2,888名            | 小松田有理                | 国連公式モデレーターへ |
| 第32回       | 2000年度   | 3,192名            | 出川紗織 （天川紗織）     | 受賞時武蔵大学在学中。女優・タレントへ |
| 第33回       | 2001年度   | 2,128名            | 野手るりこ                | 歯科医師へ |
| 第34回       | 2002年度   | 2,088名            | 佐野公美                  | 受賞時聖心女子大学在学中。後に河村隆一と結婚 |
| 第35回       | 2003年度   | 2,364名            | 相沢礼子                  | タレント・キャスターへ |
| 第36回       | 2004年度   | 2,528名            | 嵯峨百合子 （さがゆりこ） | 受賞時フェリス女学院大学在学中。タレントへ |
| 第37回       | 2005年度   | 2,289名            | 久米里紗                  | その後静岡県の企業で秘書として勤務 |
| 第38回       | 2006年度   | 2,461名            | 小久保利恵                | 受賞時現役タレント・モデル・早稲田大学在学中 |
| 第39回       | 2007年度   | 2,432名            | 萩美香                    | 受賞時立教大学大学院在学中。タレント・「みえの国観光大使」へ                                                                                          |
| 第40回       | 2008年度   | 2,941名            | 鈴木恵理                  | 受賞時日本大学在学中。客室乗務員へ |
| 第41回       | 2009年度   | 3,508名            | 宮田麻里乃                | 受賞時高校生。早稲田大学へ進学 |
| 第42回       | 2010年度   | 3,663名            | 林史乃                    | 受賞時上智大学在学中 |
| 第43回       | 2011年度   | 3,169名            | 谷中麻里衣                | 英検1級日本英語検定協会賞受賞・TOEIC990点。受賞時慶應義塾大学在学中。その後タレント・キャスターへ                                                     |
| 第44回       | 2012年度   | 3,028名            | 新井貴子                  | フライングディスク選手。父は元プロ野球選手・新井宏昌。 実姉に2011年ミス着物・新井寿枝。その後パリコレモデルに。夫はラグビー日本代表・稲垣啓太         |
| 第45回       | 2013年度   | 2,825名            | 鈴木恵梨佳                | 2010年ミス日本大学（ミスキャンパス）受賞→ 卒業後、造園・園芸に従事                                                                                    |
| 第46回       | 2014年度   | 2,533名            | 沼田萌花                  | 受賞時 聖心女子大学在学中 |
| 第47回       | 2015年度   | 2,426名            | 芳賀千里                  | 元アーティスティックスイミング日本代表 受賞後、ANAホールディングス関連会社に就職                                                                      |
| 第48回       | 2016年度   | 2,804名            | 松野未佳                  | 受賞時慶應義塾大学在学中。父は松野頼久、祖父は松野頼三 タレントを経て、2021年第49回衆議院議員総選挙・自由民主党公認で比例東京ブロックに立候補し、落選 |
| 第49回       | 2017年度   | 2,156名            | 高田紫帆                  | 受賞時大阪大学在学中。元陸上ジュニアオリンピック選手                                                                                                  |
| 第50回       | 2018年度   | 2,803名            | 市橋礼衣                  | 受賞時会社員。後に女優・ファッションモデル |
| 第51回       | 2019年度   | 2,354名            | 度會亜衣子                | 受賞時東京大学在学中 |
| 第52回       | 2020年度   | 2,525名            | 小田安珠                  | 受賞時慶應義塾大学在学・フリーアナウンサー。2022年、青森放送アナウンサー                                                                              |
| 第53回       | 2021年度   | 非公表             | 松井朝海                  | 受賞時関西学院大学在学中。ボートレーサー・松井繁の三女                                                                                                |
| 第54回       | 2022年度   | 非公表             | 河野瑞夏                  | 受賞時国際基督教大学在学中。モデル活動 |
| 第55回       | 2023年度   | 非公表             | 吉岡恵麻                  | 受賞時関西学院大学在学中 |
| 第56回       | 2024年度   | 非公表             | （該当なし）              | 椎野カロリーナが一旦選出されたが辞退。 |
| 第57回       | 2025年度   | 非公表             | 石川満里奈                | 受賞時はモデル・フェリス女学院大学在学中。 伯母は歌手の石川さゆり。ミス着物の二冠を獲得                                                               |
| 総計56大会   | 総計56大会 | 118,794名          | グランプリ57名            | |

1. 1 2 3  鈴木紀子と桑原順子は2年連続での受賞
2. ↑  現在の和田研究所主催による復活大会以後のみ
3. ↑  非公表の2021年度以降は除く。

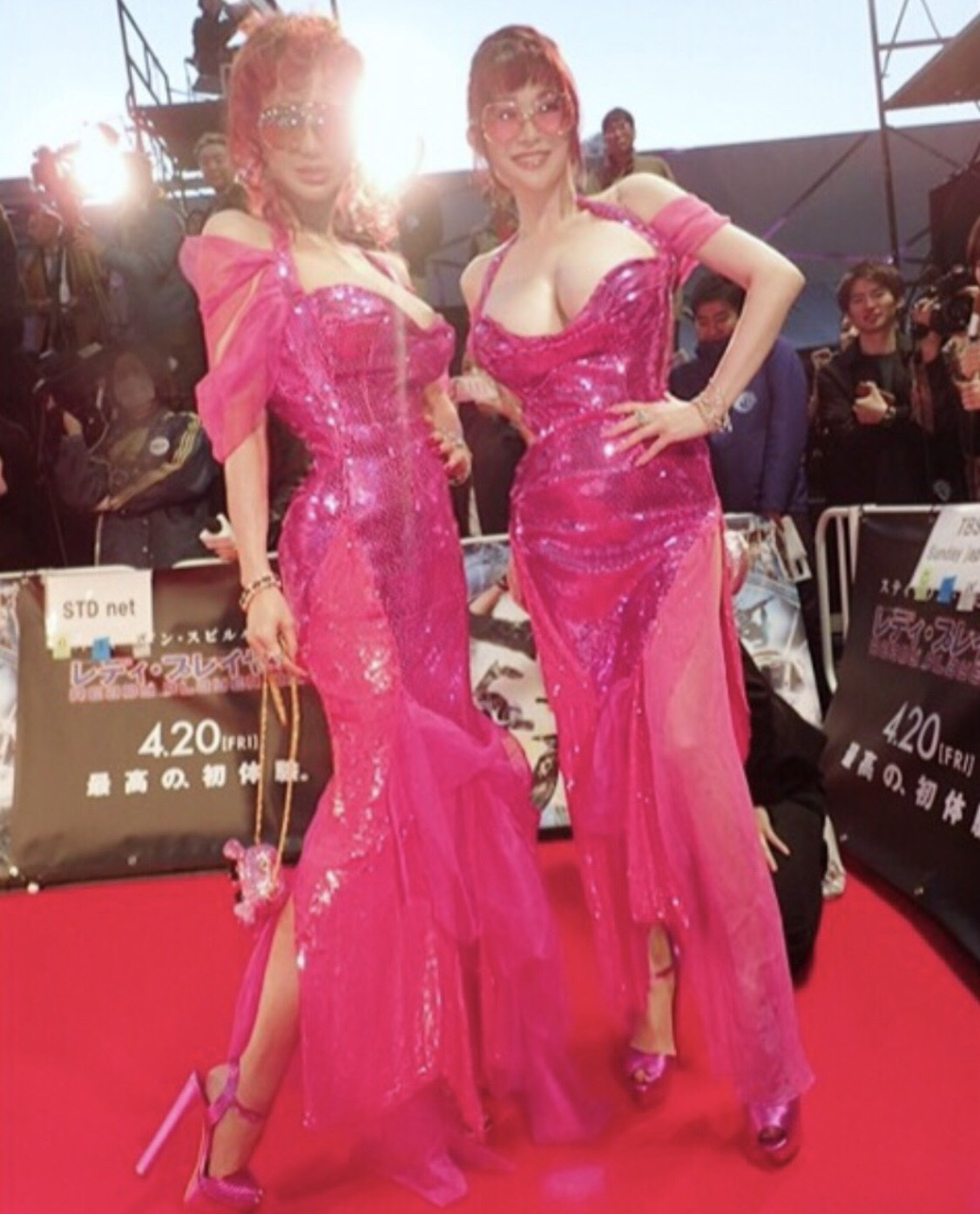
玉井美香（叶美香）【1988年度ミス日本グランプリ】 ※右側
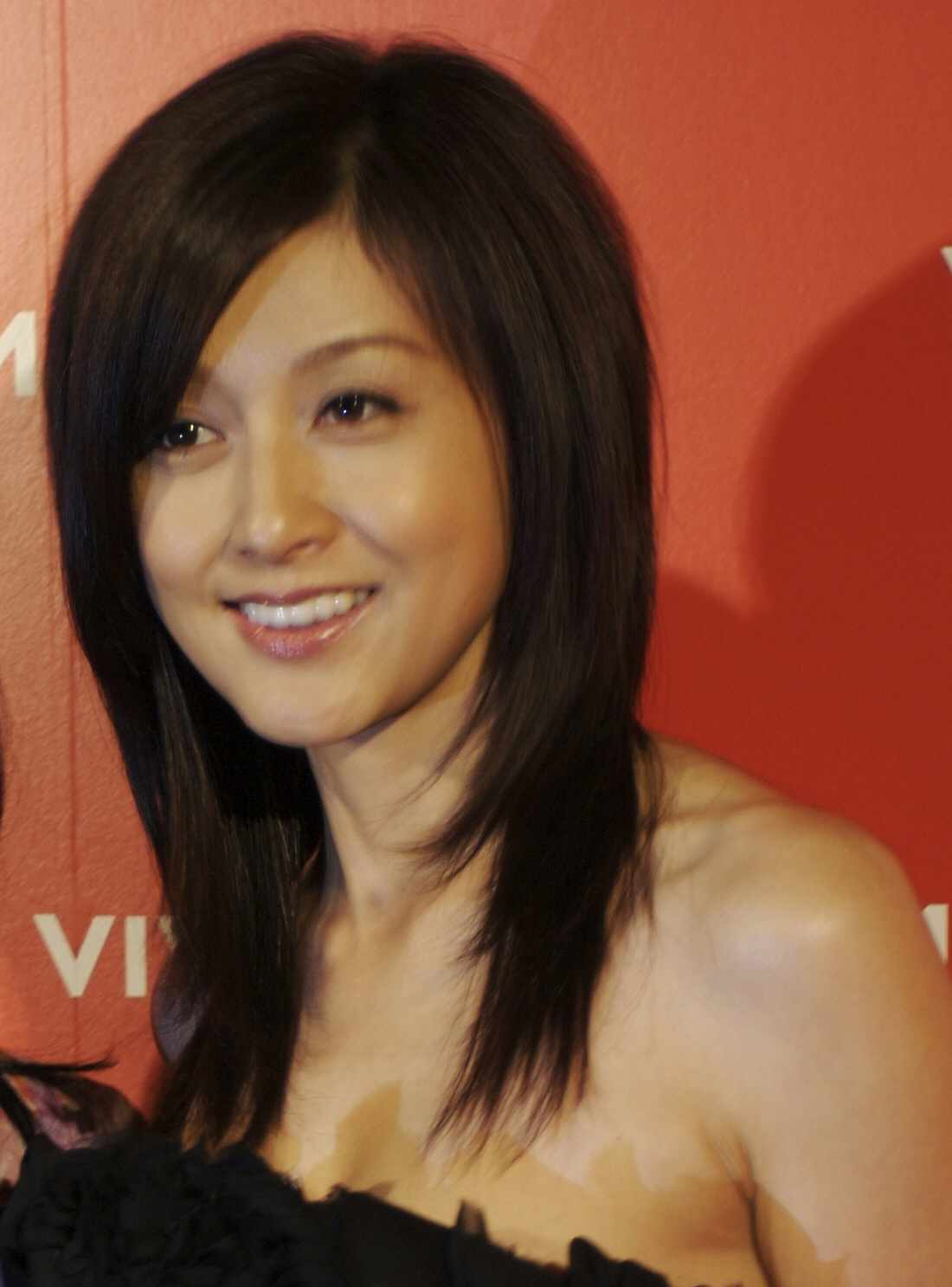
藤原紀香【1992年度ミス日本グランプリ】
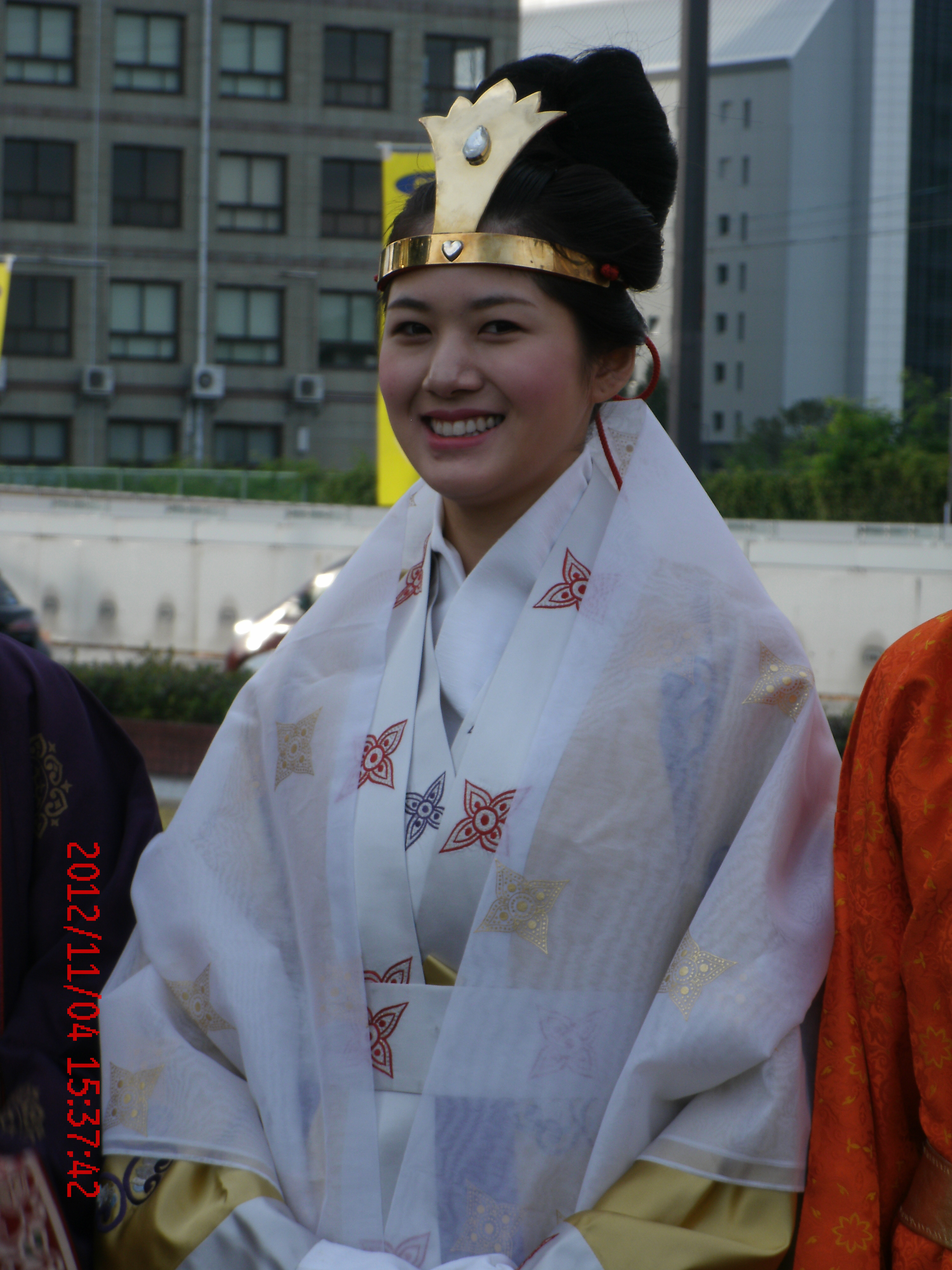
新井貴子【2012年度ミス日本グランプリ】
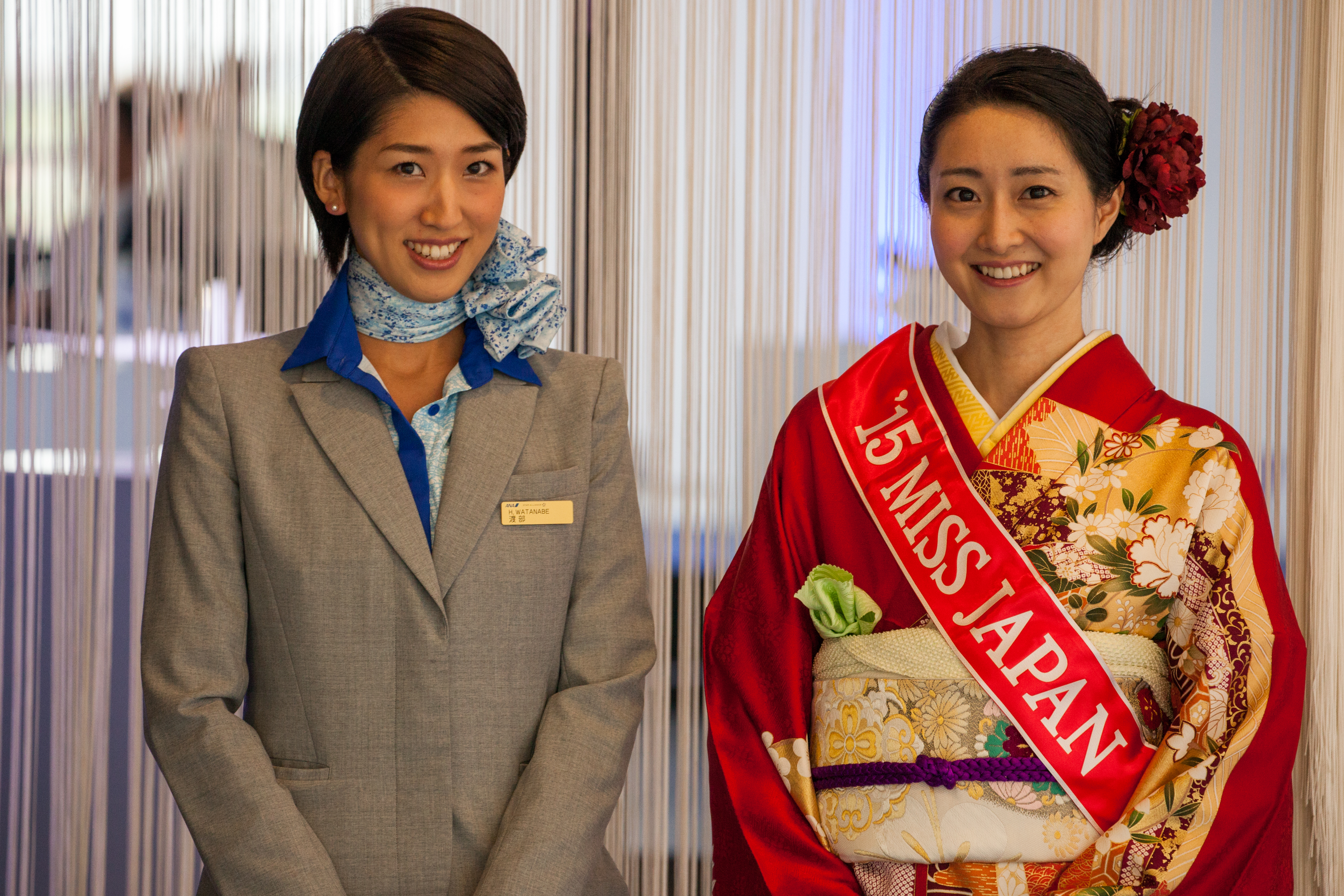
芳賀千里【2015年度ミス日本グランプリ】　※右側

## 著名なファイナリスト
| 大会回次 | 年度     | 氏名         | 後の職業など |
| -------- | -------- | ------------ | --- |
| 第9回    | 1977年度 | 和田優子     | 2年連続ミス日本、前ミス日本コンテスト大会委員長（1995年～2020年） |
| 第10回   | 1978年度 | 和田優子     | 2年連続ミス日本、前ミス日本コンテスト大会委員長（1995年～2020年） |
| 第16回   | 1984年度 | 川崎博子     | モデル |
| 第17回   | 1985年度 | 小田かおる   | 女優 |
| 第17回   | 1985年度 | 赤須知美     | 美容研究家 のちに1988年ミス・ワールド準日本代表 |
| 第18回   | 1986年度 | 小谷ゆみ     | ミス日本、モデル、1988年東洋紡キャンペーンガール |
| 第19回   | 1987年度 | 荒井晶子     | ミス日本、女優、歌手 |
| 第19回   | 1987年度 | 桑原多賀子   | ミス日本、競輪選手の滝澤正光夫人 |
| 第21回   | 1989年度 | 小林恵里子   | 準ミス日本、現：モデル、パソコンライター |
| 第22回   | 1990年度 | 飯島美穂     | ミス日本、女優、モデル。後に「木戸美歩」に改名。 |
| 第22回   | 1990年度 | 板倉リサ     | ミス日本、女優（インド映画ボリウッド主演）、舞踊家 |
| 第23回   | 1991年度 | 新井すみれ   | ミス日本、女優、モデル。後に「あらいすみれ」に改名。 |
| 第23回   | 1991年度 | 菊地則江     | ミス日本、女優、モデル |
| 第24回   | 1992年度 | 佐野美和     | ミス日本、後に八王子市議会議員に当選。現：タレント、政治ジャーナリスト |
| 第24回   | 1992年度 | 新井田雅樹   | ミスフラワー、ナレーター声優 |
| 第25回   | 1993年度 | 高田ゆき     | ミス日本、グラビアアイドル、キャンペーンガール |
| 第26回   | 1994年度 | 大高未貴     | ミス日本国際親善、ジャーナリスト、キャスター |
| 第26回   | 1994年度 | 大竹一重     | ミス日本、女優、モデル |
| 第26回   | 1994年度 | 森富美       | ミス日本、日本テレビアナウンサー |
| 第26回   | 1994年度 | 飯村いづみ   | ミス日本、女優、モデル |
| 第28回   | 1996年度 | 西川史子     | フォトジェニック賞、医師、タレント |
| 第29回   | 1997年度 | 中沢純子     | フォトジェニック賞、女優、タレント |
| 第30回   | 1998年度 | 迫田悠       | コロンビアコーヒー賞、後に「水沢はるか」に改名。タレント、お天気アナウンサー |
| 第30回   | 1998年度 | 上山美紀     | フォトジェニック賞、元福島テレビアナウンサー |
| 第31回   | 1999年度 | 小谷亜希子   | ミス水着、タレント |
| 第31回   | 1999年度 | 赤嶺梨奈     | 準ミス日本、ファッションモデル |
| 第33回   | 2001年度 | 村川浩子     | フォトジェニック賞、「川村利里」の芸名にてグラビアアイドル。2005年、将棋の丸山忠久九段と結婚 |
| 第35回   | 2003年度 | 藤田瞳       | 関西代表、タレント |
| 第35回   | 2003年度 | 成尾亜矢子   | 準ミス日本、ピアニスト |
| 第36回   | 2004年度 | 金子恵美     | 関東代表。後に新潟県議会議員を経て衆議院議員に。元新潟放送社員 |
| 第36回   | 2004年度 | 友利新       | 準ミス日本、医師、タレント |
| 第37回   | 2005年度 | 高下彩       | フォトジェニック賞、ファッションモデル、女優 |
| 第37回   | 2005年度 | 米浜由圭     | 準ミス日本、元大分放送アナウンサー |
| 第37回   | 2005年度 | 金山梨紗     | 準ミス日本、ファッションモデル |
| 第38回   | 2006年度 | 橋本麗奈     | 準ミス日本、タレント |
| 第39回   | 2007年度 | 丸田佳奈     | ミス「ネイチャー」、産婦人科医・モデル・タレント |
| 第39回   | 2007年度 | 河村さやか   | ミス日本「海の日」、元ウェザーニュースキャスター |
| 第39回   | 2007年度 | 小嶋沙耶香   | 準ミス日本、広島ホームテレビアナウンサー |
| 第39回   | 2007年度 | 大村咲子     | 準ミス日本 受賞前から長崎のローカルタレントとして活躍。現在テレビ長崎アナウンサー |
| 第39回   | 2007年度 | 小島祐希     | 準ミス日本 青森テレビアナウンサー |
| 第39回   | 2007年度 | 大河原あゆみ | 関東地区代表、山口放送アナウンサー、三代目桂枝太郎（落語家)夫人 |
| 第40回   | 2008年度 | 岡田亜沙美   | ミス日本ネイチャー、NHK熊本放送局キャスター |
| 第40回   | 2008年度 | 蘭舞ゆう     | 準ミス日本、元宝塚歌劇団所属 |
| 第40回   | 2008年度 | 細貝沙羅     | 関東地区代表、元フジテレビジョンアナウンサー |
| 第41回   | 2009年度 | 木村好珠     | 準ミス日本、タレント、精神科医 |
| 第41回   | 2009年度 | 松本蘭       | ミス日本ミス着物 ヴァイオリニスト |
| 第42回   | 2010年度 | 瀧口友里奈   | 関東地区代表、タレント |
| 第42回   | 2010年度 | 本田恭子     | 準ミス日本 タレント、栃木放送番組アシスタント、とちぎテレビ番組MC ほか |
| 第42回   | 2010年度 | 鈴木亜美     | ミス日本「海の日」 モデル |
| 第43回   | 2011年度 | 新井寿枝     | ミス日本ミス着物 画家、ファッションモデル。プロ野球元選手の新井宏昌の長女、2012年グランプリ・新井貴子の実姉 |
| 第43回   | 2011年度 | 宇賀神唯     | 東北地区代表、NHK新潟放送局キャスター→テレビ金沢アナウンサー |
| 第44回   | 2012年度 | 海老澤佳奈   | ミス日本ミス着物、スポニチ特別賞 タレント、波山をたどる旅 主演 |
| 第44回   | 2012年度 | 酒井美帆     | ミス日本「水の天使」＜初代受賞者＞、テレビ新潟放送網アナウンサーからフリーに。『国際報道2018』（NHK BS1）キャスター） |
| 第44回   | 2012年度 | 安藤麻実     | 準ミス日本 KADOKAWA主催の第28回コミックエッセイプチ大賞<筆名「あんどうまみ」>にて。 ミス日本の経験を描いた漫画『ミステイクのミスではありません』でA賞を受賞。 同作を同社にて書籍化した『コミュ力低めでちょいオタな私が準ミス日本になるまで』が2016年1月22日に発売 |
| 第44回   | 2012年度 | 片山萌美     | ミス日本ネイチャー 女優 |
| 第45回   | 2013年度 | 渡辺けあき   | ミス日本「海の日」 現役プロボウラー |
| 第45回   | 2013年度 | 伊波紗友里   | 九州・沖縄地区代表、出場時点でラジオ沖縄勤務、その後TBSニュースバードキャスター、琉球朝日放送アナウンサーを経て、現在フリーアナウンサー・インストラクター |
| 第45回   | 2013年度 | 竹上萌奈     | ミス日本ネイチャー 2015年関西テレビ放送アナウンサーとして入社 |
| 第46回   | 2014年度 | 花岡麻里名   | ミス日本海の日。ミュージカル女優、ピラティス・ダンスインストラクター |
| 第47回   | 2015年度 | 畠山愛理     | 和田静郎特別顕彰=第1号受賞者 新体操日本代表、引退後スポーツキャスター、シカゴ・カブス鈴木誠也夫人 |
| 第47回   | 2015年度 | 柴田美奈     | ミス日本「水の天使」 2018年東海テレビ放送アナウンサーとして入社 |
| 第47回   | 2015年度 | 倭早希       | ミス日本「ミス着物」 2017年・ミス・ワールド準日本代表 のちにモデル・グラビアアイドル |
| 第47回   | 2015年度 | 平井絢野     | 東日本地区代表 チアリーダー |
| 第48回   | 2016年度 | 織茂璃穏     | ミス日本ミス着物 女優「おりもりお」として活動 父はおりも政夫 |
| 第48回   | 2016年度 | 杉浦琴乃     | ミス日本「海の日」 タレント |
| 第49回   | 2017年度 | 宮崎あずさ   | ミス日本「水の天使」 2018年からNHK徳島放送局アナウンサー |
| 第50回   | 2018年度 | 水草文香     | ファイナリスト、グラビアアイドル |
| 第51回   | 2019年度 | 南谷真鈴     | 和田静郎特別顕彰=第2号受賞者 冒険家として女性史上最年少の世界七大陸登山探検家グランドスラム達成 環境活動家 |
| 第51回   | 2019年度 | 西尾菜々美   | 準ミス日本／ミス日本「水の天使」 2020年名古屋テレビ放送アナウンサーとして入社 |
| 第52回   | 2020年度 | 森谷美雲     | ミス日本「海の日」 仙台放送「あらあらかしこ」リポーター→2021年テレビ金沢アナウンサー |
| 第52回   | 2020年度 | 青木胡杜音   | ミス日本ミス着物。卒業後グラビアアイドルとして活動 |
| 第52回   | 2020年度 | 井戸川百花   | ミス日本みどりの女神。卒業後女優・モデル |
| 第53回   | 2021年度 | 清水希容     | 和田静郎特別顕彰=第3号受賞者 空手東京五輪2020（開催は2021年）日本代表、女子形銀メダリスト |
| 第53回   | 2021年度 | 嶺百花       | ミス日本「水の天使」 受賞年10月からTBS系列『THE TIME,』お天気リポーター（月曜日〜金曜日）に大抜擢。]、2024年10月テレビ東京アナウンサーとして入社 |
| 第53回   | 2021年度 | 高垣七瀬     | ミス日本ミススポーツ。ダンサー・パフォーマーとして活動し、2021年から女優業も開始 |
| 第55回   | 2023年度 | 稲川夏希     | ミス日本海の日。学習院初等科～学習院女子高等科の時代、愛子内親王と同級生だった |
| 第55回   | 2023年度 | 上村さや香   | ミス日本みどりの大使（女神改め）。シンガーソングライター（kamin名義） |
| 第55回   | 2023年度 | 江村美咲     | 和田静郎特別顕彰=第4号受賞者 フェンシング2022年度世界選手権優勝者 |
| 第57回   | 2025年度 | 俣野水晶     | ファイナリスト、モデル、女優 |

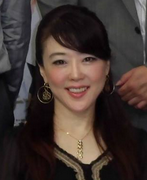
佐野美和【1992年度ミス日本】
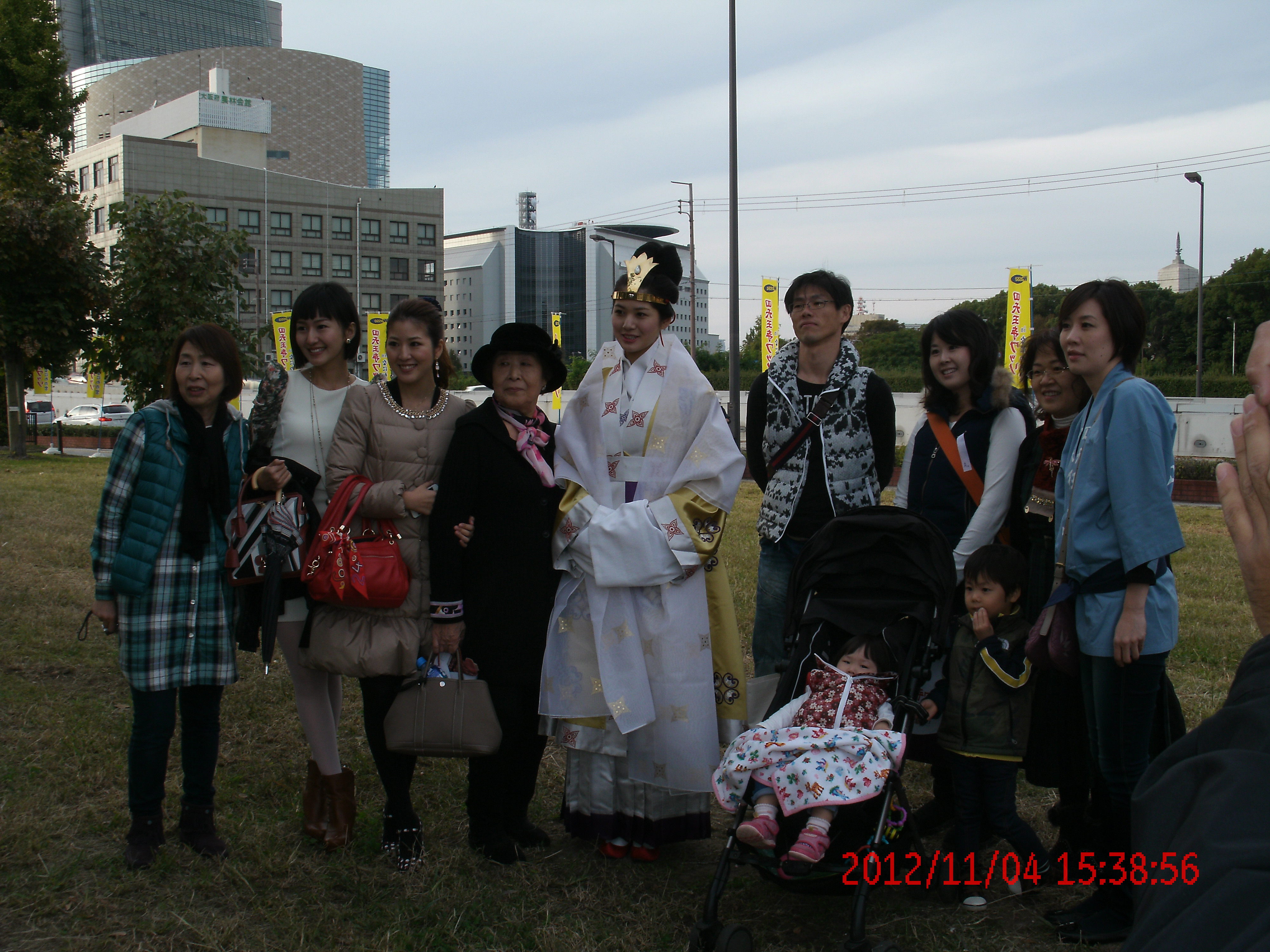
新井寿枝【2011年度ミス日本ミス着物】（左から2番目）
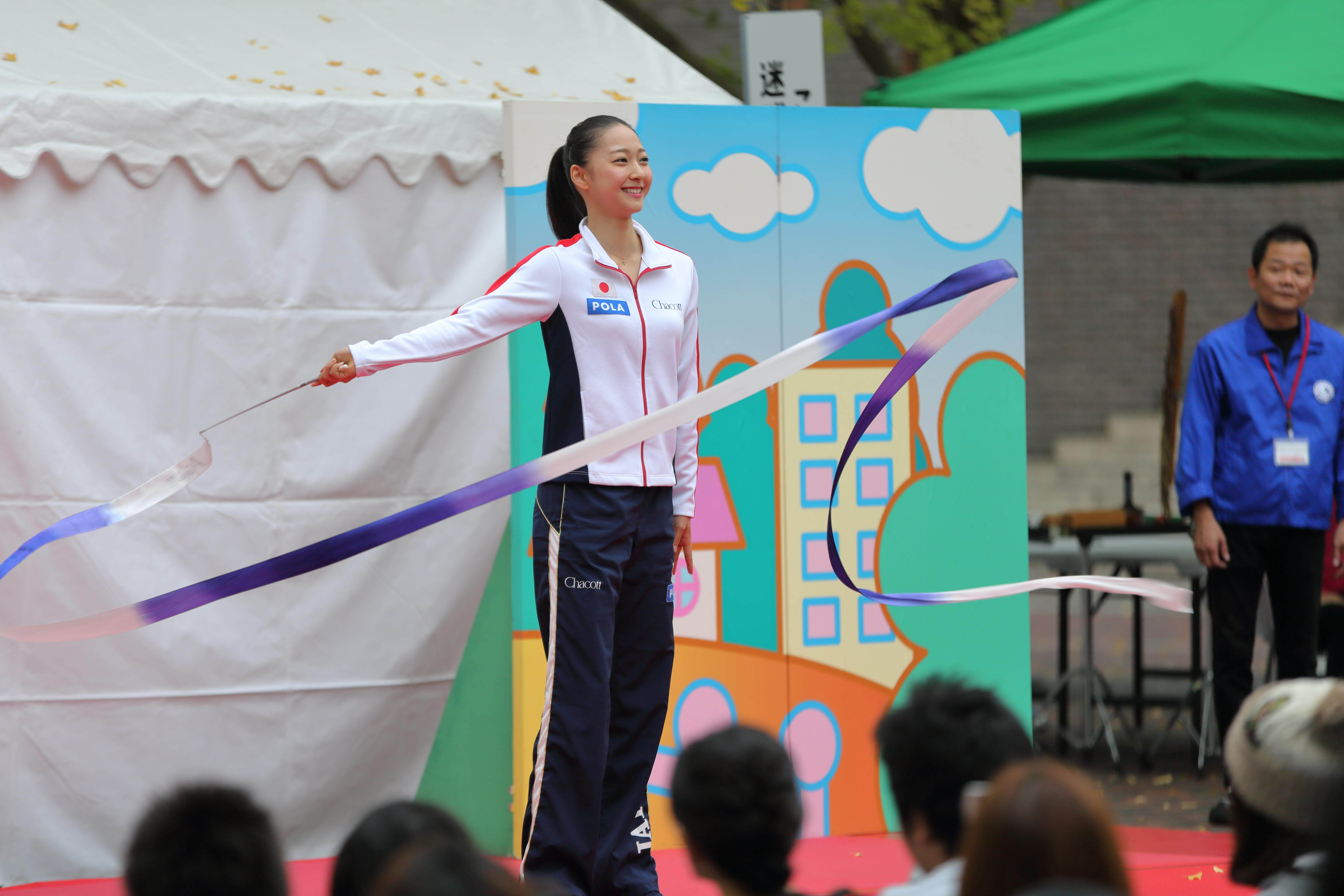
畠山愛理【2015年度和田静郎特別顕彰ミス日本】
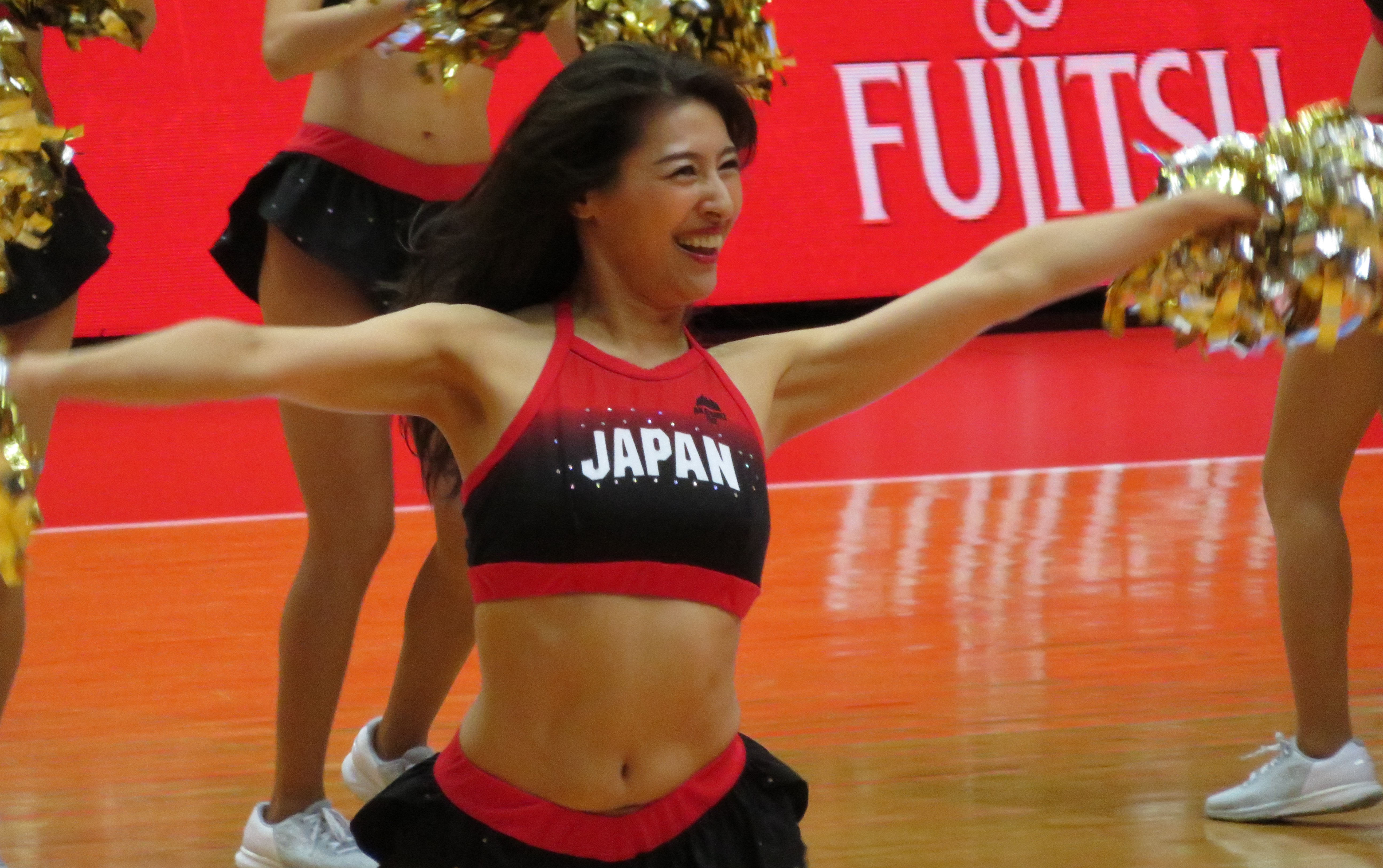
平井絢野【2015年度東日本地区代表】
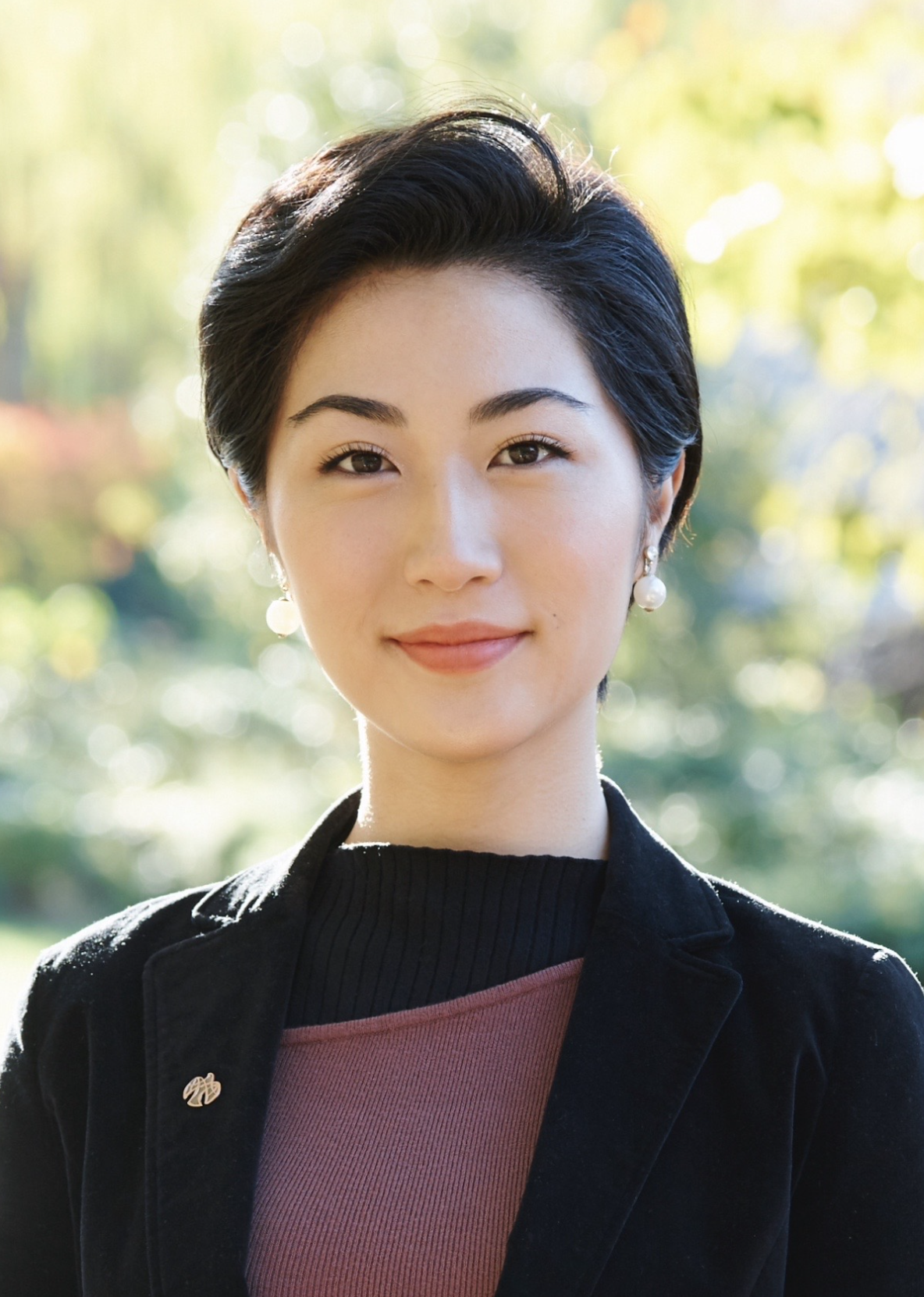
南谷真鈴【2019年度和田静郎特別顕彰ミス日本】
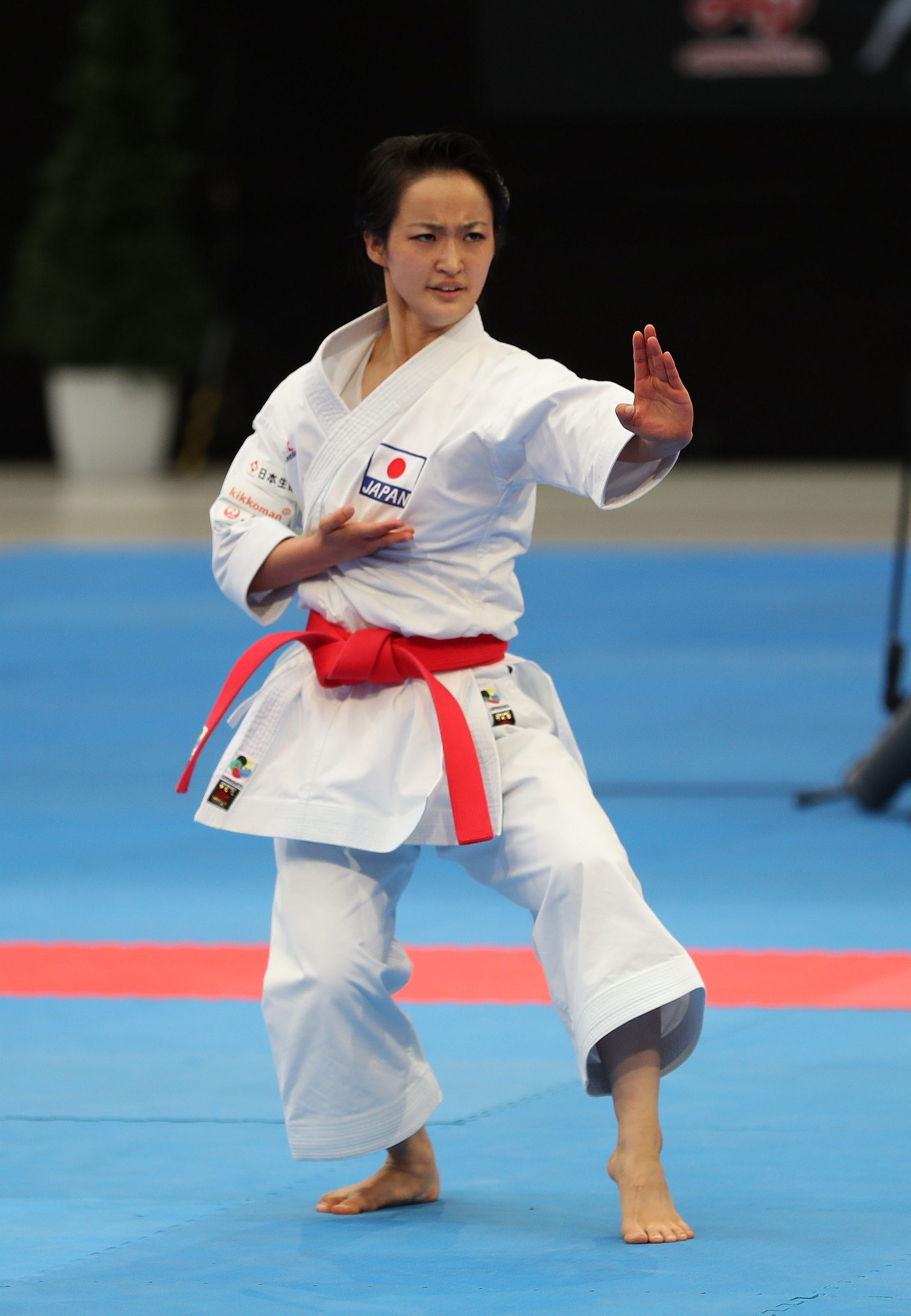
清水希容【2021年度和田静郎特別顕彰ミス日本】

## ミス日本ボランティア協会
ミス日本の称号を得られると、慈善活動団体「ハートフル」のメンバーにも登録される特典がある他、過去の受賞者の親睦団体「やまとなでしこ会」があり、それを通して各地での講演・社会運動や慈善活動にも参加している。2013年元日より、「ミス日本ボランティア協会」が設立され、ミス日本の歴代受賞者が中心となって国内外での福祉・ボランティア活動の企画・推進を行うようになった。任期は基本1年。
歴代代表
| 年度 | 代表       | 受賞歴                 |
| ---- | ---------- | ---------------------- |
| 2013 | 新井寿枝   | 2011年度ミス着物[41]   |
| 2014 | 谷中麻里衣 | 2011年度グランプリ[42] |
| 2015 | 鈴木恵梨佳 | 2014年度グランプリ[42] |
| 2016 | 芳賀千里   | 2015年度グランプリ     |
| 2017 | 松野未佳   | 2016年度グランプリ     |

## ミス日本運営委員会
上記の歴代受賞者による親睦団体「やまとなでしこ会」「ミス日本ボランティア協会」をさらに発展させて、2019年から「ミス日本運営委員会」を立ち上げており、現役・次期大会候補生（ファイナリスト）に対して、歴代受賞者から様々な言葉や立ち振る舞いの指導、経験談などのアドバイスや相談関係ができるように改善されるようになり、コンテスト本選においても、運営委員会に属する歴代受賞者が全面的にプロデュースする体制を強化している。

## 番組
主要な放送番組（特記のないものは全国ネット）で放送された、ミス日本を題材にして特集した番組は以下のとおりである。なお、番組によっては歴代受賞者が当時のたすきを付けて出演しているが、現役メンバーに限らず、過去のミス日本OGもミス日本としての公式行事（慈善活動や自治体・国営機関表敬訪問他）で出席する場合にもミス日本のたすきやティアラを付ける場合がある。今回インタビューを行った受賞者の多くは、久しぶりに公式の場でミス日本のたすきやティアラをつけたメンバーばかりだった。
- 『上岡龍太郎がズバリ!』（TBSテレビ）[44][1]
  - 歴代のミス日本受賞者50人を迎えてのスタジオ討論。出席した受賞者全員が受賞した当時のたすき（グランプリなど各入賞者はその肩書を書いたもの、それ以外は単に「ミス日本」と書かれたもの）とティアラを着用。玉井（叶）が会社社長の肩書きで参加していた。
- 『ザ・ワイド』（讀賣テレビ放送・日本テレビ放送網）[1]
  - 受賞者の近況などを特集したもの。佐野（美）（当時八王子市議会議員）がたすきを着用してインタビューに答えた。
- 『サンデージャングル』（テレビ朝日）[1]
  - ザ・ワイドと同様に受賞者の近況が紹介。佐野（美）、松田、大高、和田、西川、菱沼良江（1995年・1996年連続出場し、95年はミス水着、96年はミス着物をそれぞれ受賞→後に秋田県の聾学校勤務 現姓：大友）がインタビューに応えていた。佐野（美）については、1999年統一地方選挙で行われた八王子市議会選挙の遊説の模様[注 4]、西川については当時健康情報キャスターとしてレギュラー出演していたTBSテレビ「エクスプレス」の生放送の模様が紹介されていた。
- 『快感MAP』（テレビ朝日）[1]
  - 「ミス日本が営む店」と銘打って、1996年度の同大会でグランプリを受賞し、結婚後栃木市で料亭の女将を営む近澤を同窓生の西川が訪問した番組が放送されている。
- 『モクスペ』（日本テレビ）[1]
  - 吉野ゆりえ（1990年ファイナリスト。社交ダンサー）のがん闘病に密着したドキュメンタリー「5年後、私は生きていますか」が放送された。
- 『スッキリ!!』（日本テレビ）[1]
  - 過去のミス日本受賞者の中から放送当時40代の3人（長坂靖子<1985年ファイナリスト→1989年ミス・ワールド準日本代表を経てウォーキングアドバイザー>、後藤慶子<1981年ファイナリスト→フラメンコダンサー・講師>、赤須知美＜1985年ミス日本ミススマイル＞）を取り上げ、その若さと美容を保つためのコツを紹介した。[45]
- 『映像体験!イッキ見シアター』（関西テレビ放送）[1]
  - 2011年の谷中をスタートとして1950年の山本まで遡りながらミス日本グランプリ受賞者の歴史を振り返った。
  - この中で谷中、萩、近澤、中村、坂本（以上出演順）の各受賞者へのインタビューが行われ、受賞時の写真[注 5]との比較や当時のたすきとティアラを付けてもらって、受賞当時について、また近況報告などを語っている。（他に林、嵯峨<さが>、相沢、出川<天川>、常岡も受賞時のたすきとティアラを付けてインタビューに応えているが、時間の都合上割愛されている[46]ものの、インタビュー収録に際して撮影された静止画は一覧写真で放送されている）また宮田、鈴木（恵理）、佐野（公）、藤原、伊比、山本についても写真資料のみであるが詳しく触れている。
  - インタビューは谷中はカフェ、萩はヘアサロンとそれぞれ行きつけの店で、他のメンバーは現在の活動の拠点となる店やアトリエなどで行った。
  - なお、この特集では放送当時の「歴代ミス日本全43人」として紹介されている。これは2011年が第43回大会に当たるためであるが、本来であればこの当時のミス日本グランプリの受賞者は44人になるところが、2人の2年連続グランプリ受賞者（鈴木（紀）と桑原）がいたことから、実際には42人ということになる。
    - このうち桑原は「第12・13代グランプリ受賞者」としてのくくりで連覇達成者として扱われているが、鈴木（紀）については第2期の初代・2代目の連覇を達成していながら「第2代グランプリ受賞者」のみとされ、連覇達成者として扱われていない。また、第20代グランプリ受賞者の玉井（叶）については写真を含め紹介されなかったため、実際にインタビューや資料などで登場したミス日本受賞者は41人であった。
- 『Dream Theater』（エフエム東京　東京ローカル）[1]
  - 谷中をゲストに迎えて2週間にわたって放送された。そのうちの前編で、ミス日本が決定されるまでの過程、研修会、コンテスト決定大会の流れについて、自ら説明している
- 『ズバリお悩み解決!雨上がりよろず堂』（讀賣テレビ放送　関西ローカル）[1]
  - 2014年ミス着物受賞者である尾崎優子が、将来の進路に悩んでいるということで、司会の雨上がり決死隊のもとに相談に訪れたという設定で出演し、それに併せる形で過去のミス日本受賞者のその後について取材したものを放送した。取材では「松竹梅」の3つのコースから尾崎の自らの進路について「松=芸能界で活躍するミス日本」（資料のみで玉井（叶）、友利、藤原の3人を例に挙げて紹介）「竹=意外な進路を取ったミス日本」（取材インタビューに答えたのは近澤、中村、坂本（伊藤）。その他資料のみで伊比、金子、柴田恵理<2008年準ミス日本　現・お好み焼き店経営>）、「梅=西川（インタビュー取材でのアドバイス）」の3つの選択肢を選んでもらうという形で紹介した。（出演順）
- 『私の何がイケないの?』（TBSテレビ）[1]
  - 西川と友利が専門家としてレギュラー出演しているが、この回ではミス日本受賞者のその後について特集を行う（友利は2014年6月以後産休中であるため、この回は出演せず）。この回では「ミス日本の因縁のライバル完全決着」と題し、近澤と西川が2007年の「快感MAP」以来となる競演（両名とも当時のたすきを着用[注 6]）を果たした他、近澤・西川と同世代のミス日本の中から菱沼（大友）、前田里恵子（現姓・森）、森下美奈子の3人を取り上げ、それぞれ西川と彼女たちを比べて、自分は「勝ち組か・負け組か」というアンケートを取った。
  - その他、2014年グランプリの沼田（沼田もたすきと受賞時のガウン・ティアラを着用して出演）、1990年ファイナリストの吉野、1992年ファイナリストの竹山亜紀子（主婦モデル）、1994年ファイナリストの五月女圭紀（パチンコライター）などにも密着したものを放送。沼田は自宅を訪問したほか、両親をスタジオに招いていたことを紹介した。
- 『明石家さんまの転職DE天職』（日本テレビ）[1]
  - 「美人は本当に得しているのか?歴代ミス日本のその後を徹底調査!」と題して、過去のグランプリ受賞者の特集コーナーがあり、取材には坂本、長谷川、村田、中村、近澤、出川、野手、萩、林、鈴木（恵）、芳賀（登場順）が応じ、このうち坂本、近澤、野出、鈴木（恵）は取材VTRを終えてからスタジオに登場してトークを行った。また番組3時間を通してのゲストパネラーに西川（近澤の同期生）が出演した。他にインタビューはNGながら、資料のみの登場で、山本、鈴木（紀）、根本、伊比、藤原、長井、和田（淑）、佐野（公）、沼田が紹介されている。なお1988年度グランプリの玉井（叶）については、上記2011年の「イッキ見」同様放送上では「氏名・写真ともNG」として割愛されている。
  - また、これとは別に渡辺（2013年ミス海の日）を「女優から転職したプロボウラー」として紹介しているが、こちらはミス日本の肩書については触れていない。

## CM
一時期であるが「車検のコバック」で知られる株式会社コバックが特別協賛スポンサーとして付いていたため、それぞれグランプリを受賞した2004年の嵯峨（さが）と2005年の久米がそれぞれ全国放送されたテレビコマーシャル（CM）に出演したことがあった。
- 嵯峨は受賞時のたすき・ティアラを付けて大統領の演説風のもの
- 久米はローカルヒーローである「整備戦隊シャケンジャー」とともに、コールセンタースタッフという設定で出演（これとは別に、ポスターや幟用のスチールでたすき・ティアラを付けたバージョンがある）

また、コバック本部（愛知県）やそのフランチャイズ店が主催するイベントに、受賞者が訪問したことがあった。2005年を最後にコバック本部は特別協賛から撤退したが、2006年以後、同社の千葉県でのフランチャイズ店「鈴木自工株式会社」（スズキ株式会社とは別会社）が独自に協賛しており、同年グランプリの小久保が起用されたテレビCMが千葉テレビ放送などで放映されていた。現在も鈴木自工は協賛を続けており、受賞者が同社関連のイベントに出席することがある。
他に各官公庁のCMやポスターモデル（ミス海の日の海上保安庁、ミス空の日の防衛省・国土交通省、ミス日本ネイチャー→ミスみどりの女神の環境省、ミス水の天使の日本水道工業団体連合会のイメージモデルなど）、その他一般各企業のCMモデルに登用されることもあり、OGでも過去のミス日本受賞の肩書きを添えてCM出演する場合もある。

## 映画
- 『夢こそは、あなたの生きる未来』（2018年　ガチンコフィルム）[1]
  - 2018年のミス日本復活50回記念として製作。2016年、48回大会のコンテストとその受賞者に密着し、関係者のインタビューを交えて描いたもの。

## 書籍
- 『ミス日本式ビューティ・ダイエット』（日本文芸社　和田優子≪ミス日本コンテスト大会運営委員長≫　2002年10月）[1]　ISBN 4537201649
- 『50年間変わらず受け継がれてきたミス日本式ダイエット』（サンクチュアリ出版　和田優子≪ミス日本コンテスト大会運営委員長≫　2010年1月22日）[1]　ISBN 4861139384
- 『コミュ力低めでちょいオタな私が準ミス日本になるまで』（KADOKAWA　あんどうまみ≪2012年度準ミス日本受賞≫　2016年1月22日）[1]　ISBN 4040680723
- 『ミス日本の美人食』（小学館　ミス日本コンテスト事務局・和田あい≪ミス日本コンテスト大会運営委員長≫共著　2017年1月24日）[1]　ISBN 9784093104593
- 『日本の美人50年 昭和・平成・あたらしい時代の美人とは』（近代消防社　一般社団法人ミス日本協会　2019年1月17日）[1] JAN 4910029060397
  - ミス日本復活50回記念誌にあたる。和田あい（一般社団法人ミス日本協会理事／現・ミス日本大会委員長）が表紙を飾った。